# Daniel Mizonzo
Daniel Mizonzo (* 29. September 1953 in Nzaou-Mouyondzi, Republik Kongo) ist ein kongolesischer Geistlicher und römisch-katholischer Bischof von Nkayi.

## Leben
Daniel Mizonzo empfing am 12. Juli 1981 das Sakrament der Priesterweihe.
Am 16. Oktober 2001 ernannte ihn Papst Johannes Paul II. zum Bischof von Nkayi. Der Papst persönlich spendete ihm am 6. Januar 2002 die Bischofsweihe; Mitkonsekratoren waren die Kurienerzbischöfe Leonardo Sandri, Substitut der Sektion für die Allgemeinen Angelegenheiten im Staatssekretariat, und Robert Sarah, Sekretär der Kongregation für die Evangelisierung der Völker.